# 卡里姆·阿拉米
卡里姆·阿拉米（Karim Alami，1975年2月23日—）是一位摩洛哥職業網球運動員，1990年轉職業，曾參加1992年夏季奧林匹克運動會和2000年夏季奧林匹克運動會，2002年宣布退役。

## 外部連結
- 卡里姆·阿拉米（英文/西班牙文）的官方資料
- 卡里姆·阿拉米的國際網球總會 職業／青少年 官方資料（英文）
- 卡里姆·阿拉米的官方資料（英文）